# 姆加巴
姆加巴，是马耳他的市镇，位于馬耳他島南部。市镇面积为2.6平方公里，2019年人口数量为3,339人。